# Огоннёр-Арыта
Огоннёр-Арыта — песчаный необитаемый остров в группе островов Огоннёр-Белькёйдере в заливе Огоннёр-Кубата, образованный рукавами дельты реки Оленёк.
С юга омывается протокой Улахан-Уэс.
Соседние острова: на востоке — Улахан-Ары, на юге — Очуггуй-Ары, на западе — Оччугуй-Эппет-Арыта и Алахан-Эппет-Арыта, на севере Швед-Маяктах-Арыта и Илин-Голуб-Тёрюр-Арыта.
На острове имеются 14 небольших озёр.

## Топографические карты
- Лист карты S-50-XXIX,XXX Усть-Оленёк. Масштаб: 1 : 200 000. Издание 1987 г.